# ليو مارتن (مغني)
ليو مارتن (بالصربية: Лео Мартин)‏ هو مغني صربي، ولد في 6 مارس 1942 في Rašica (Blace) ‏ في صربيا.